# Bitoriano
Bitoriano/Vitoriano és un poble de la vall de Zuia, al lurralde d'Àlaba. Situat en els contraforts del Gorbeia, a 683 m d'altura, el 2009 tenia 273 habitants.

## Demografia
| 2000 | 2001 | 2002 | 2003 | 2004 | 2005 | 2006 | 2007 |
| ---- | ---- | ---- | ---- | ---- | ---- | ---- | ---- |
| 212  | 215  | 220  | 224  | 222  | 240  | 246  | 255  |

## Història
Alguns autors consideren que la ciutat visigoda de Victoriacum, fundada l'any 581 pel rei visigot Leovigild com a celebració de la victòria contra els vascons, va estar aquí assentada i no a la ciutat de Vitòria tal com opinen uns altres.
Per a la majoria dels historiadors aquesta teoria està descartada, ja que es té informació anterior de Bitoriano, en concret de l'any 574, quan Leovigild ajuda als seus pobladors a emmurallar-ho, per a la seva defensa contra els vascons.
El nom del nou assentament Victoriacum, ofereix informació important de l'època. El seu nom ho associava amb la ideologia del triomf, doblegant els lemes de les monedes del rei que li anaven a presentar immediatament unit a la paraula "victòria". El nom donat a la nova ciutat és des del punt de vista lingüístic un híbrid, format d'una paraula llatina, victòria, però amb una desinència, -acum, cèltica típica de topònims d'època imperial situats en àrea lingüística cèltica (habitualment "fundus" d'exlegionaris veterans).
L'anomalia d'un topònim celtitzant en una àrea que es pensa que estava en vies d'euskaldunitzar-se, planteja una vegada més el problema de la cronologia i manera de la basconiyzació de l'actual País Basc. De tal forma que s'endevina un panorama lingüístic i ètnic en aquestes dates bastant heterogeni (basconització tardana).
A l'actual "casa de l'alt" que conserva l'escut dels Zárate, és possible que existís la torre d'Agirre, on es reunia la confraria dels Cavallers Hijosdalgo de la Vall de Zuia. També va existir la torre de Lasarte, habitada pels Egiluz i després pels Urbina.

## Economia
En aquesta zona va existir una explotació minera de lignit, explotada fins al segle xx, existint al poble una fàbrica de ceràmica, que usava com a combustible aquest carbó. Actualment l'única activitat econòmica local d'importància és la ramaderia, però la major part de la població treballa fora de la zona.